# 2868 Upupa
A 2868 Upupa (ideiglenes jelöléssel 1972 UA) a Naprendszer kisbolygóövében található aszteroida. Paul Wild fedezte fel 1972. október 30-án.